# 生态廊道

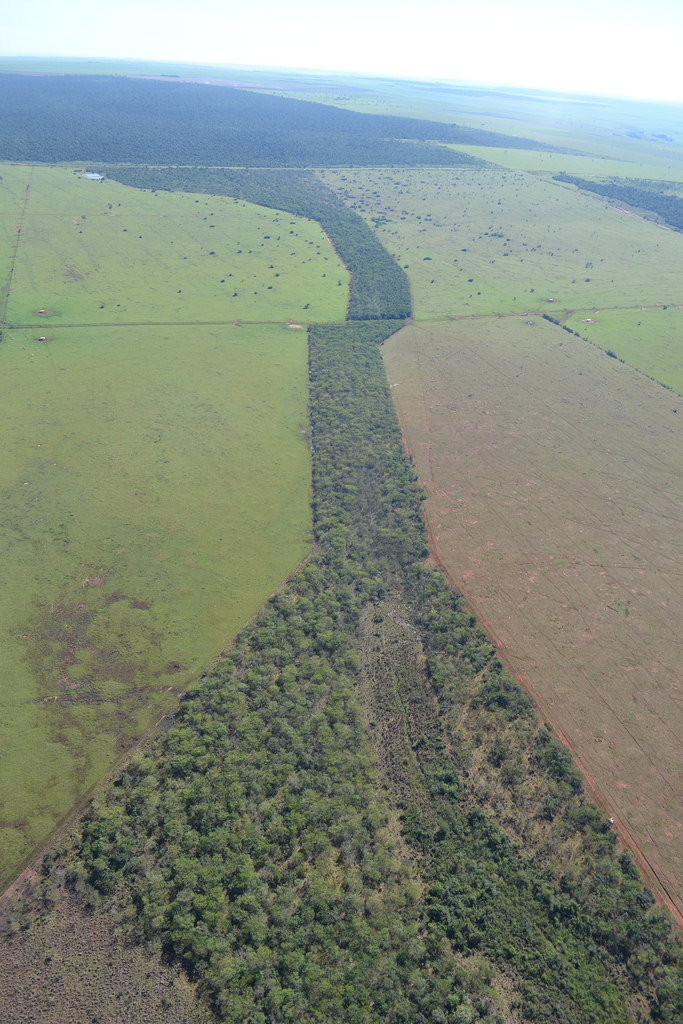
巴西的綠色森林走廊

生態廊道，又稱野生動物生態廊道、棲息地走廊或綠色走廊，是連接受到人類活動或人工結構體分隔的野生動物種群的棲息區域。這個概念最早由埃德温·奥尼尔·威利斯於1974年提出。生態廊道讓種群之間得以發生個體交流，可能有助於防止近親繁殖，並減少基因多樣性（透過遺傳漂變）的負面影響，這些影響常見於孤立的種群。生態廊道可能也有助於種群重建，例如因隨機的火災或疾病而減少或滅絕的生物數量。還可緩和棲地破碎化帶來的糟糕後果，像是城市化分割了動物棲息區域，不只讓牠們失去自然棲息的地方，也剝奪了牠們在區域間自由移動以獲得生存所需一切資源的能力。人類發展所造成的棲地破碎化是對生物多樣性日益嚴重的威脅，而生態走廊可能是個緩解方案。
常用的廊道构建方法有专家意见模型、最小成本路径、电流理论、资源选择函数、生态位因子等。

## 目標
打造生態走廊的主要目標是增加生物多樣性。當土地被人類干擾破壞，種群數量變動幅度增加，許多動植物物種瀕臨危機。將破碎化的區域重新連接起來，可以明顯降低種群數量的波動。走廊可以穩定種群數量有三個因素：
- 拓殖：當主要棲息地缺乏食物來源或其他自然資源時，動物能夠遷移並佔領新區域。
- 遷移：季節性移動的物種可以更安全更有效地遷移，較不受人類發展設施的干擾。
- 雜交：動物可以在周邊地區找到新配偶，增加基因多樣性。

Rosenberg等人是最早定義野生動物走廊的人之一。研究初期，生物走廊（即野生動物走廊）的定義「模糊且不一致，而且經常混淆了形式和功能」，Rosenberg 等人因而建構了概念模型，強調野生動物走廊的功能以促進動物遷移為主，只要物種通過走廊向目標區域移動的狀況大於沒有走廊即可，有別於其他定義要求生態廊道作為銜接片段，需兼顧景觀及植被元素，或需仿照原生棲地、線性遷徙過程中的斑塊區域或目標棲地（越冬/度夏/旅居/繁殖等）來建立。
雖然人們開始建造生態廊道是覺得這樣可以增加生物多樣性，但並沒有充分的研究來獲得可靠結論，打造走廊毋寧是出於直覺而非觀察研究。Tewksbury等人聲稱早先會出現爭議，是因為大多數研究都因為分類學觀點狹隘而受到侷限，如果走廊有助於動物遷徙，也應該會對植物種群產生強大的間接影響，因為動物所攜帶的花粉和種子會跟著增加。2002年的大規模實驗結果證明，就算已經控制了區域效應，有棲地走廊還是較能促進不同類群的移動，勝於物種在原本孤立斑塊間的狀況。此外，走廊也沒有造成漂移圍欄效應。另一個要考慮的因素是走廊要用來保護哪些物種，因為有些物種對走廊的反應更加正向。
在大自然遭受破壞並對原生物種造成極大影響的地方，生態走廊可以被當作解決方案。因為人類開發，道路、建築物及農場等就直接破壞了植物和動物的生存區域，野火及洪水等自然災害也會讓動物別無選擇只能撤離。如果棲地沒有連接到另外一個較安全的棲地，動物無處可逃結局就是死亡。殘存的自然棲地已然形同廢墟，為了保護剩下的物種，更要將這些廢墟連成一氣，因為遷徙越少，滅絕越多。
另一方面，其他學者認為走廊雖然有好處但是可能也要付出代價，除了建造成本，走廊可能會促進傳染病傳播及火災等，也可能會讓動物暴露在捕食者、本地動物（所傳播的疾病）及盜獵者的風險前，遑論走廊鄰近的道路或人類活動區域所帶來的化學汙染。例如塞席爾鵲鴝（Copsycbus sechellarum）僅存於護衛艦島（1965年剩不到15隻，之後雖然在塞席爾的庫金島等周邊小島慢慢增加數量，但仍為瀕危物種），因為其他地方的塞席爾鵲鴝都被（移民者帶來的）野貓滅絕了，唯獨護衛艦島上種群因為地理隔絕人煙罕至而倖免於難。這個例子說明生態走廊不一定是永恆的祝福。:64
換成遺傳淹沒的角度，塞席爾斑鳩（Strepto- pelia picturata  rostrata）本是分佈廣泛的獨特亞種，但是基因已經漸漸被取代或稀釋，只有兩三個偏遠小島上狀況較輕微，如果塞席爾被陸地走廊連接起來，斑鳩滅絕的速度會更快。:67
保護策略須顧及許多層面，包括成本效益。因此必須叩問生態走廊與孤立棲地兩者的建造及管理如何相輔相成，孤立棲地內就有獨特的生物學價值，通通連結起來所促進的基因流動不一定適用每個物種。物種的不同種群有其獨特基因型，生態走廊可能會打破這些差異。:67-68
陸地及水上都可以建造生態廊道。水上走廊又稱為河岸帶，通常是河流和溪流的形式。陸地走廊的規模通常像一大片森林，連接更廣袤的森林區。廊道也可以很簡單如同人行道旁的樹籬。總之這些區域都可以促進小動物的移動，尤其是鳥類在樹木間的移動，終於找到安全棲地來休養生息。小型走廊除了有利於動物遷徙，也可以化作賞心悅目的地景，讓社區更能接受並加以支持。

## 廊道使用者
使用廊道的物種可以分為兩種：穿越者及居住者。
穿越廊道者只是暫時佔用走廊，以進行季節性遷徙、幼體擴散或在家族領地間移動等活動。大型植食性動物、中大型肉食性動物及遷徙物種通常是穿越廊道者。常有人誤以為走廊的寬度只要足夠讓物種通過就好，其實就算走廊不是用來定居的，還是打造得寬一點比較妥當，可以確保動物的安全而提升使用率。
廊道居住者可能在走廊的任何地點待個幾天到好幾年不等。有些植物、爬行動物、兩棲動物、鳥類、昆蟲及小型哺乳動物，甚至可以在線性的棲地走廊中度過一生。走廊如果是拿來長久安住，就必須含藏物種生存及繁殖所需的一切，例如足以落地生根的土壤、可供藏匿的洞穴以及數量夠多的成年物種以利繁衍後代。

## 種類
通常走廊越寬，物種利用走廊的層面就越多。想要建設完美的生態走廊，廊道長寬比、功能設計及建造品質當然也同樣重要。如果各方面都合宜，整片廊道棲地比較不會受到雜草、捕食者及化學物質等邊緣效應的影響。可以依照寬度把棲地走廊劃分為三種類型：
- 區域走廊：寬度大於500公尺；連接主要的生態梯度（參見生態過渡帶），例如橫跨大陸海洋的遷徙路徑。
- 次區域走廊：寬度大於300公尺；連接廣袤的地景，例如山稜及山谷。
- 當地走廊：寬度小於500公尺；連接零星分布的溝渠、濕地、稜線等斑快棲地。

也可以根據棲地走廊的連續性來劃分。沒有被中斷的稱為連續走廊，由斑塊棲地斷續相連的稱為踏腳石走廊。當銜接兩塊棲土的踏腳石走廊連環成串，也就宛如連續走廊。
有些走廊是用來串連各個重點生態保護區，可以促進物種遷移。

生態走廊的形式有野生動物通道、地下道或高架橋，用於橫越高速公路等人造設施，可保護動物及人類的安全。因為繁忙的高速公路經常會貫穿自然棲地，像鹿這樣的大型動物穿越車陣如果被撞到，對雙方都會造成危險。高架橋或地下道可以發揮橋梁的功能，利於動物移動。根據Dole等人的觀察，實際應用時地下道比高架橋更有效果，因為很多時候動物過於膽小，望著車流來去難以穿越，只能在橋邊躲起來。但是F. Lala等人的研究則指出：騾鹿等大型哺乳動物比起小型動物似乎比較喜歡高架橋，因為視野更好適合觀察環境。

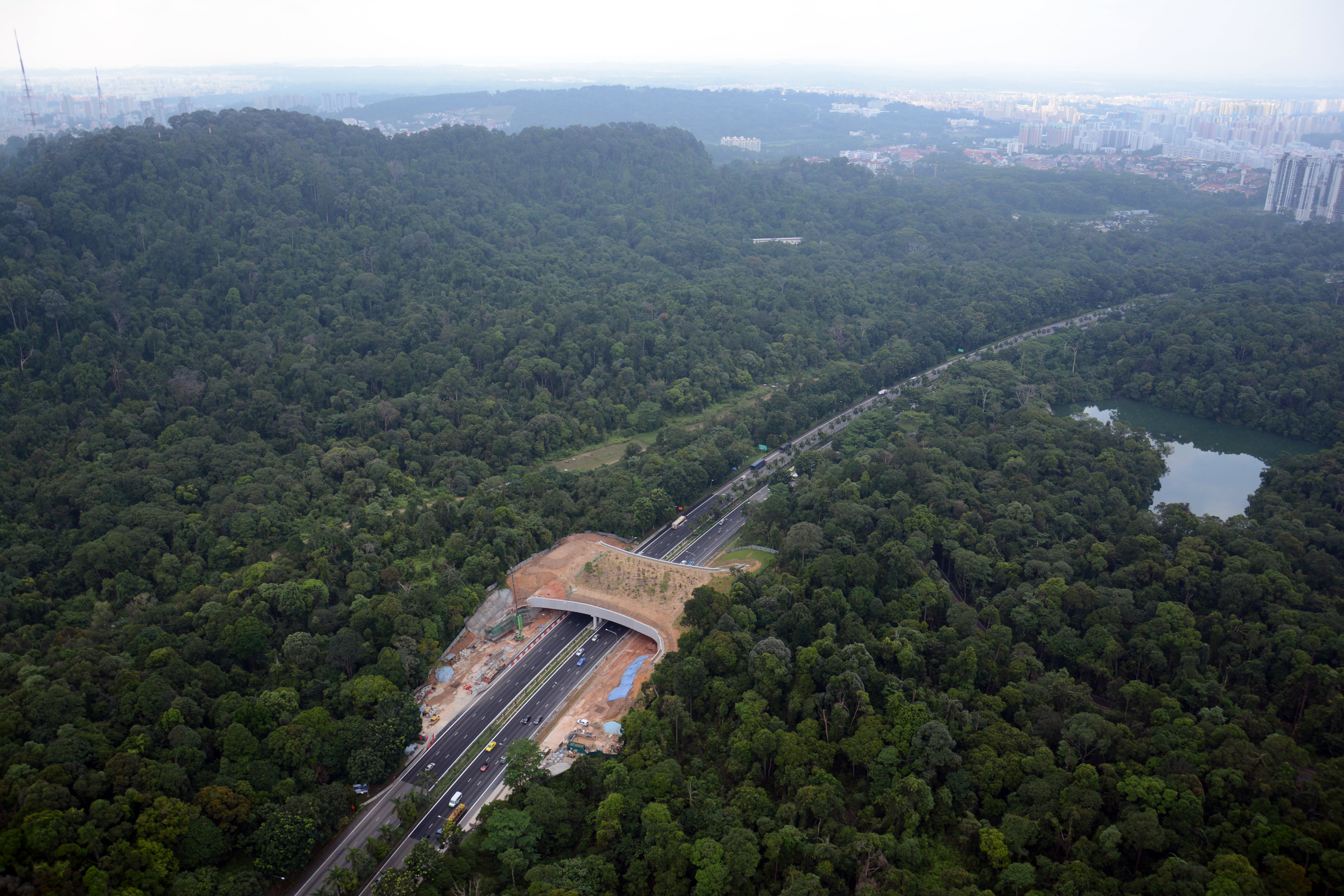
新加坡的野生動物廊道

## 費用
生態廊道的規劃與建造成本可能很高。例如Daniel Simberloff等人聲稱「河岸帶生態走廊每英里的維護成本，大約是分割棲地之道路的13倍。」他還指出，維護生態走廊的費用也比打造避難所來保護瀕危物種要昂貴得多。:63
把動物收容到避難所還比較容易，購置土地、建造並維護走廊（特別是周邊的柵欄）反而麻煩。如果目的是保護整體動植物的生物多樣性，而不只是保護少數的大型動物物種，當然棲地走廊可能還是比較好的方案。:67無論如何，打造走廊是昂貴的，依著建造形式、區域位置及規模大小，總金額落差也很大。由於缺乏走廊成效的田野數據，許多政府及組織沒有意願將資金投入到綠色走廊。

## 監控使用狀況
走廊啟用後研究人員必須注意動物種群數量變化，以確保沒有負面影響。研究人員可以使用標誌重捕法及基因流動評估法來觀察走廊的使用狀況。
要密切關注生物個體移動情形，標誌重捕法更有用些，但是標記了動物並加以觀察，對於遷徙個體是否與相連區域之種群成功交配的數據較沒有幫助。
基因技術在評估遷徙和交配模式上較有效率，也符合建造走廊最重要目標之一：增加某些動物物種的遷徙。研究人員透過觀察物種數量的基因流動，可以利用整體種群遷徙模式的資訊來掌握走廊的基因效應，而不限於少數個體的移動情形。這些技術有助於研究人員更能了解棲地走廊是否正在增加生物多樣性。
Stephen Mech及James Hallett認為基因技術更有用，理由是研究員「所測量的平均遷移率是時間堆疊出來的，顯示出幾個世代片段的效應，而不像標誌重捕法那樣敏感於當時的種群規模。」如果種群數量極少，幾乎就不可能做標誌重捕了。
監控程序還可以包括計數軌道或其他標誌、走廊使用情形的照片記錄、無線電遙測等。如果進行的是跟踪調查，則軌道配套就要精準，監測頻率及持續時間也要注意，最好能涵蓋罕見的遷徙行為期間。如果走廊是用來汰換舊走廊，那麼施工前後也都要加以監測，以控制可能的外源效應。

## 設計
戴維斯加利福尼亞大學最新研究顯示，生態廊道設計上最好帶些隨機性或不對稱，不要過於對稱。野生動物容易受到邊緣效應的影響；棲地碎片區邊緣的生態品質通常比棲地核心區域低。走廊須顧及大型物種分佈時所需求的大範圍空間，也要顧及小型動物及植物的生態需求，富有細微變化轉折層次的空間比較有「救援效應」。

## 實例
打造生態走廊可以保障動物及人類雙方的安全。

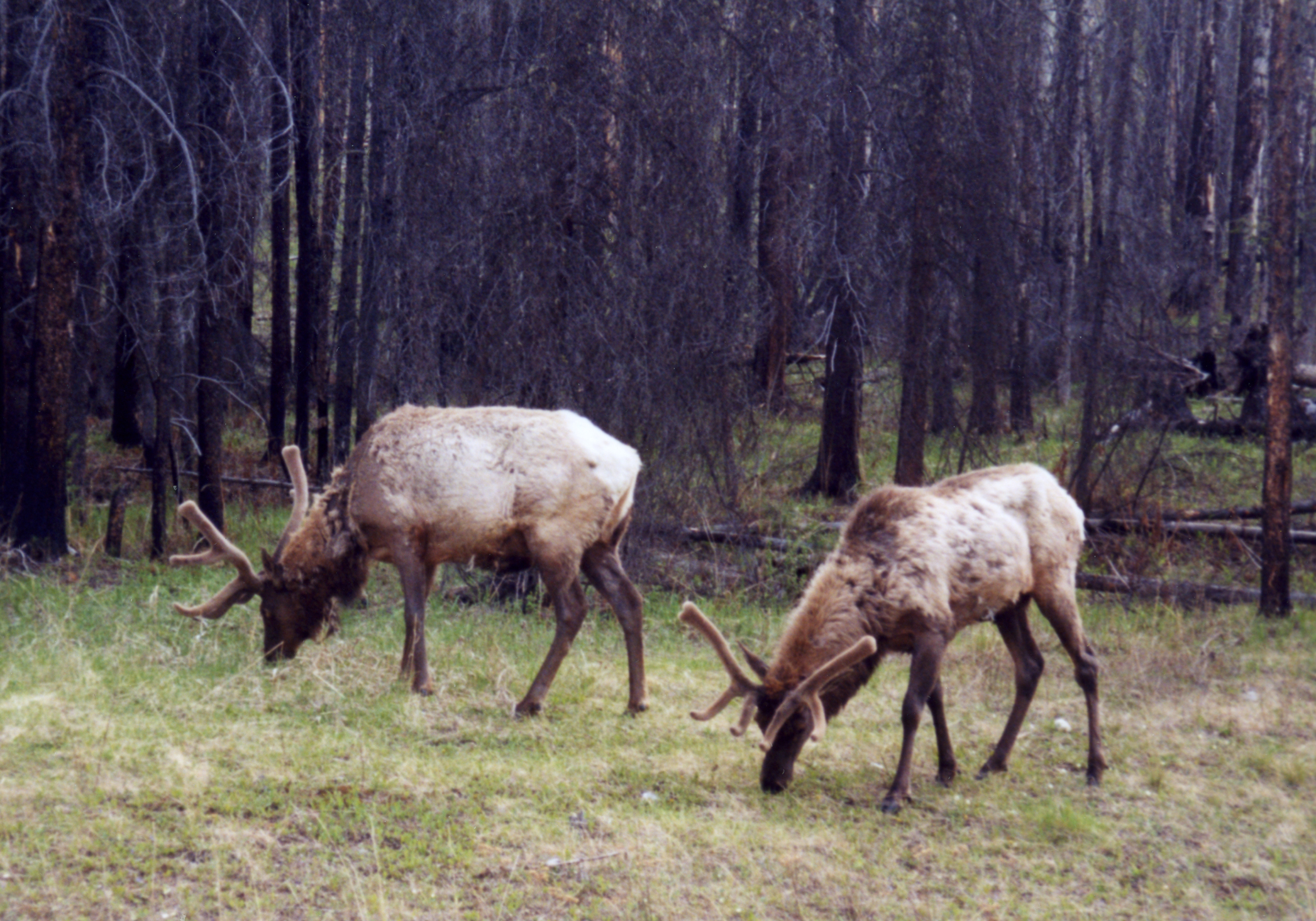
班夫國家公園的麋鹿

位於加拿大亞伯達省的班夫國家公園除了挖掘38個生態隧道之外，還建造了6座高架橋，讓動物可以避開橫越公園的繁忙高速公路。高架橋頂端覆蓋了當地原生的青草，兩側也設置了圍欄，有助於引導動物朝著廊道的方向前進。1996年最早建造的兩座高架橋（每座造價150萬美元），讓當地車輛碰撞動物事故減少了80%以上，麋鹿及其他種類鹿群的傷亡也減少了96%以上。
有個研究觀察了南加州15條生態隧道及排水涵洞，以了解有多少動物拿它們當作走廊用。結果發現隧道及涵洞對食肉動物、騾鹿、小型哺乳動物及爬行動物等特別有效，即使這些走廊並不是專為動物設計的。研究人員還明白了廊道周遭棲地、通道大小及人類活動等因素，也會影響走廊使用量。這個實驗讓人們了解怎麼打造出成功的棲地走廊。

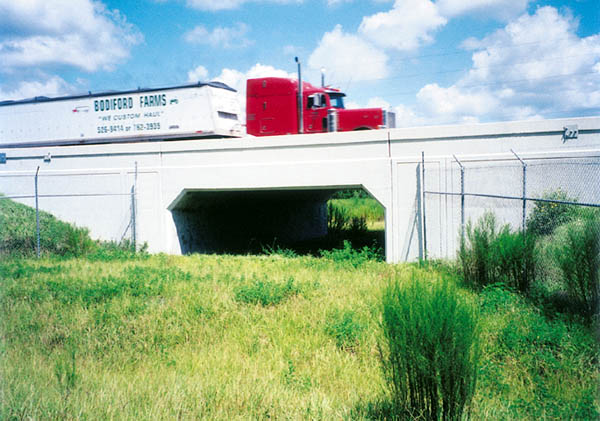
為熊設計的野生動物廊道（美國佛羅里達州）

在南卡羅萊納州，監測了五塊殘存棲地；一塊置中，其他四塊環繞。然後建置一條走廊連結中心棲地和某塊環繞棲地。結果發現中心棲地的蝴蝶移動到相連棲地的狀況，比移動到另外三塊未連結的棲地要高出兩到四倍。此外，將雄性冬青放在中心區域，有走廊連接的區域，其雌性冬青的種子產量，比未連接區域增加了70%。最令人印象深刻的是廊道中的鳥糞傳播，相當多的植物種子因此散佈在走廊及其相連的斑塊棲地。
田鼠種群的遷徙率和雜交率也有正面效應。將田鼠限制在沒有走廊之棲地作為對照組，中心區域及走廊連接的區域為實驗組，相較之下，雌性田鼠通常會停留在原初區域中，但是雄性田鼠通過走廊的搬遷率非常高。雖然不確定為什麼雌性田鼠不大移動，但很明確的是走廊對於物種轉移到另外的地點進行繁殖是有效的。

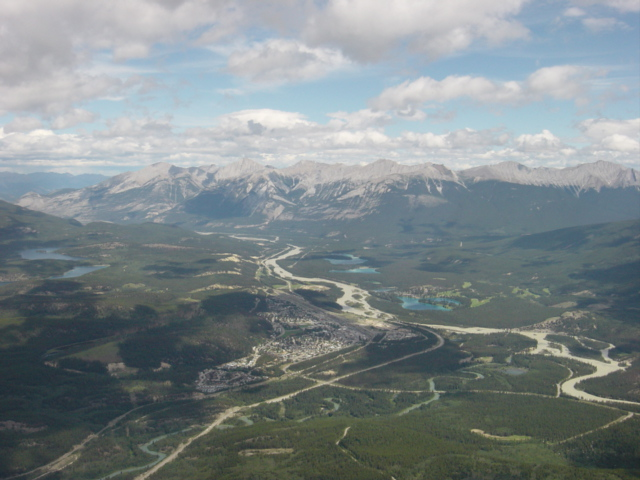
賈斯珀國家公園惠斯勒山

2001年，加拿大亞伯達省賈斯珀國家公園的某座高爾夫球場重建了一條走廊，讓狼群便於通過球場。走廊修復之後，狼群經常穿越。是野生動物使用走廊的首批示範，可以有效減少棲地破碎化的負面效應。早期的研究經常受到批評，因為難以證明走廊可以改變野生動物的行為。

### 大象廊道
大象廊道是條狹長地帶，讓牠們可以在斑塊棲地之間穿梭，印度有101條大象廊道（2015年)。但是廊道穿越私人土地以及土地利用方式改變所造成的破碎化，加劇了人象衝突，造成每年約400～450人死亡，另外有六成的大象因觸電而亡。
保護大象的悖論是，當許多非洲國家的大象數量迅速下降時，某些國家面臨著大象數量增加所帶來的問題。非洲的波札那擁有數量最龐大的漫遊象群，處理人象衝突及環境管理成為迫切課題。大象無國界組織（EWB）致力於框定野生動物走廊，並爭取當地社群的支持，讓大象和人類能夠共存。

### 較重要的生態走廊

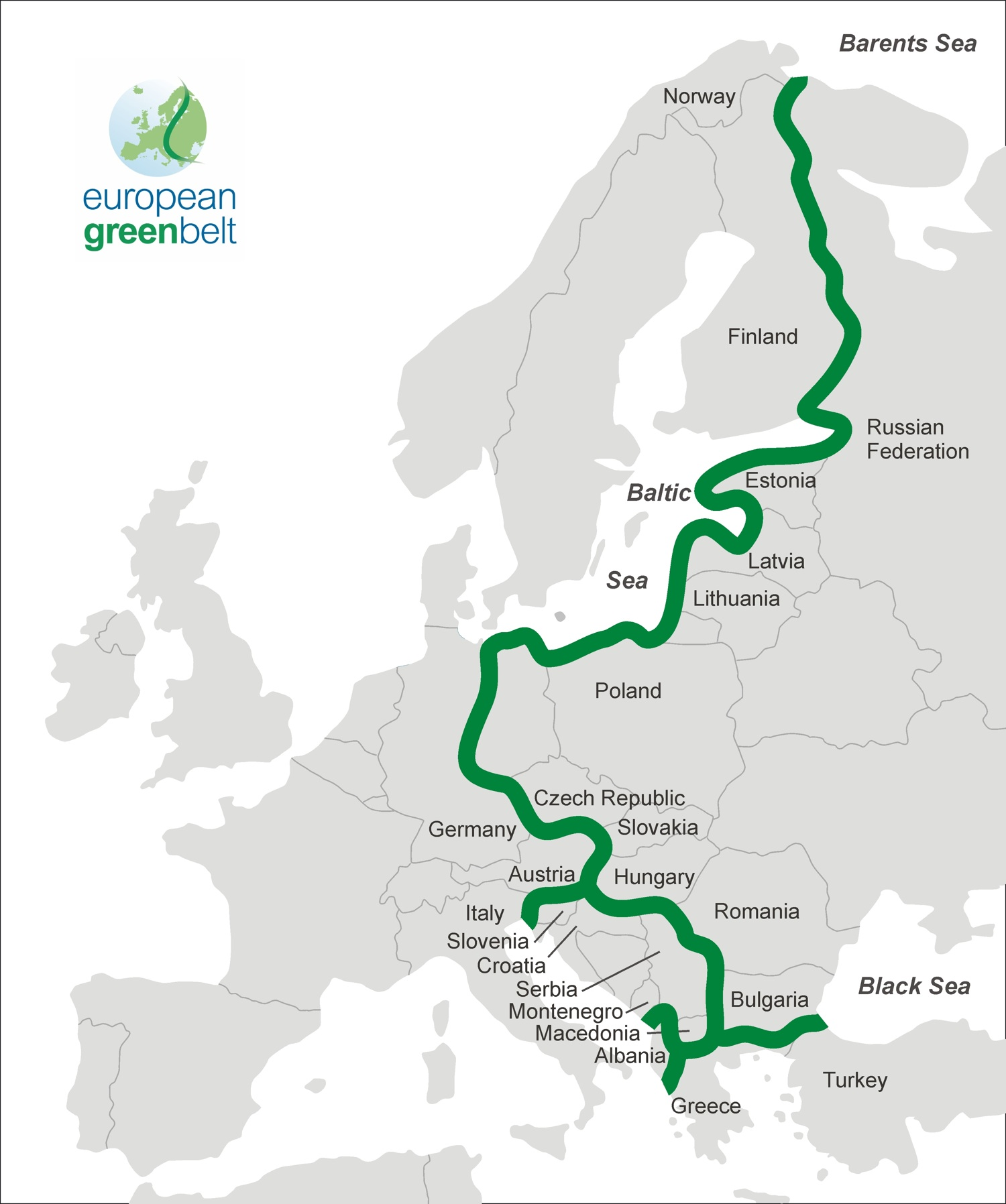
歐洲綠廊帶

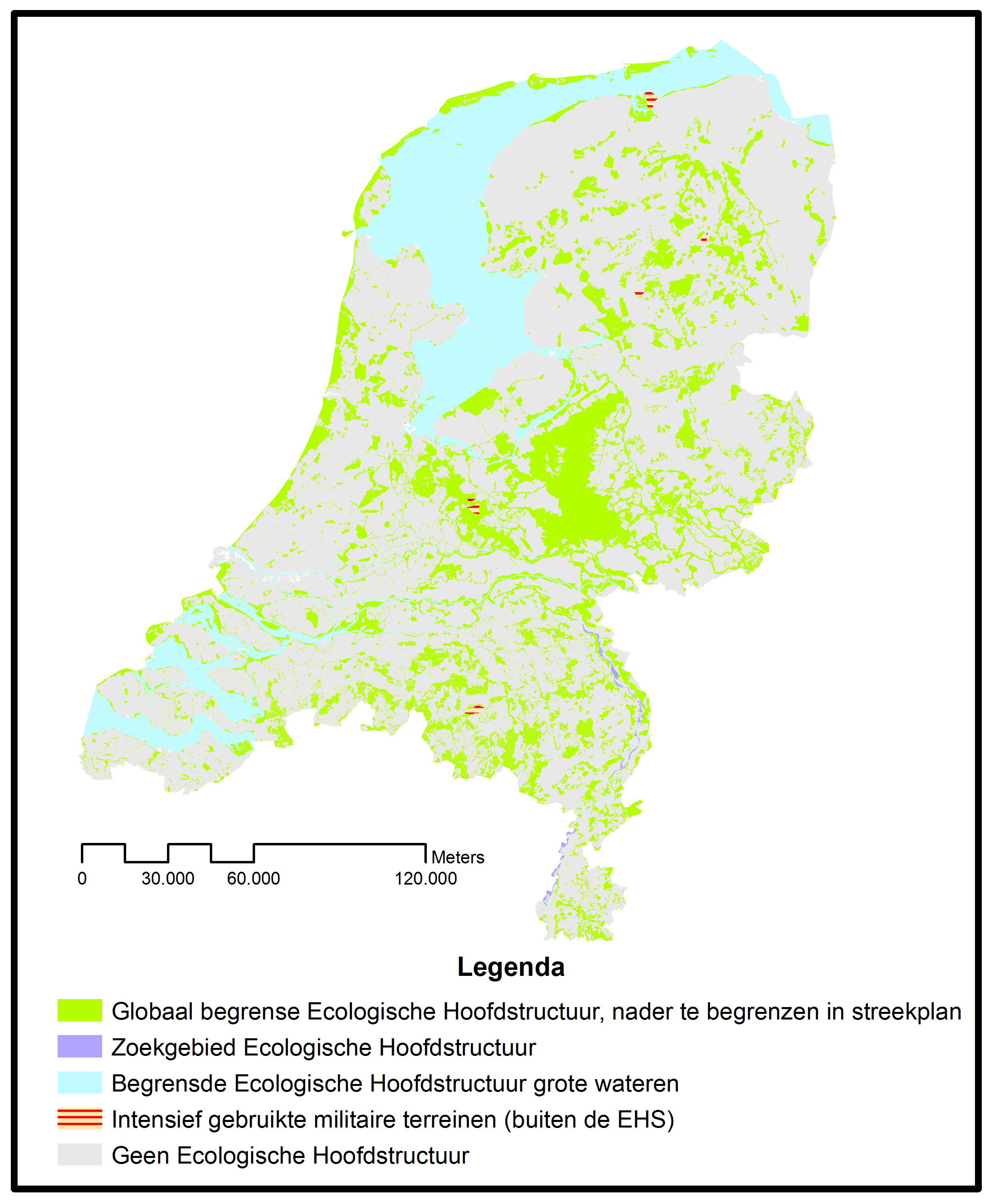
荷蘭生態網絡

- Paséo Pantera（也稱為中美洲生物走廊或美洲豹之路）：從美國穿過墨西哥及中美洲進入南美洲。[27]

- 喜馬拉雅東部走廊：位於喜馬拉雅東部中部海拔地區，橫跨尼泊爾、印度和不丹。[28]

- 中俄老虎走廊：連接俄羅斯遠東及中國東北這兩個東北虎棲地的走廊。[29]

- Tandai虎廊：位於印尼葛林芝塞布拉國家公園中。[30]

- 歐洲綠廊帶：分布在芬諾斯堪底亞、波羅的海地區、中歐及巴爾半島並串連起來的走廊。[31]

- Siju-Rewak走廊：位於印度加羅丘陵，以保護大象種群為主（約佔了印度大象數量20%）。該走廊靠進孟加拉邊境，連接Siju保護區和Rewak保護區連接在一起，這個地區位於喜馬拉雅山脈和印度半島的交界，包含至少139種哺乳動物，諸如老虎、雲豹及喜馬拉雅黑熊等。[32]

- 荷蘭生態網絡（NNN）：荷蘭為野生動物創建的走廊及棲地網絡。[33]

- 印度44號國道上的Kanha-Pench高架走廊（長16公里）。[34]

- 印度盧姆丁格森林保護區裡的54號國道的兩條大象通道及兩座小橋。[35][36]

- 印度北阿坎德邦58號及72號國道，有三座大象地下通道，挑高皆達6米。[37]

- Terai Arc景觀區：錯落在喜馬拉雅山附近，包括尼泊爾及印度的15座保護區，是全世界老虎密度最高的地區之一。[38]